# Збірна ЦАР з футболу
Збірна Центральноафриканської Республіки з футболу (фр. Équipe de République centrafricaine de football) — представляє Центральноафриканську Республіку на міжнародних футбольних турнірах і матчах. Контролюється Центральноафриканською Республіканською федерацією футболу.

## Кубок світу
- 1930–1974 — не брала участі
- 1978 — відмовилася від участі
- 1982 — дискваліфікована під час кваліфікації
- 1986–1998 — не брала участі
- 2002 — не пройшла кваліфікацію
- 2006 — відмовилася від участі
- 2010 — відмовилася від участі

## Кубок Африки
- 1957–1972 — не брала участі
- 1974 — дискваліфікована під час кваліфікації
- 1976 — відмовилася від участі
- 1978–1986 — не брала участі
- 1988 — не пройшла кваліфікацію
- 1990–1994 — не брала участі
- 1996 — відмовилася від участі
- 1998 — дискваліфікована під час кваліфікації
- 2000 — відмовилася від участі
- 2002 — не пройшла кваліфікацію
- 2004 — не пройшла кваліфікацію
- 2006 — відмовилася від участі
- 2008 — не брала участі
- 2010 — відмовилася від участі
- 2012 — не пройшла кваліфікацію
- 2013 — не пройшла кваліфікацію